# Ermin Velić
Ermin Velić (nascut l'1 d'abril de 1959 a Jajce), és un exjugador d'handbol iugoslau amb doble nacionalitat francesa, que va participar en els Jocs Olímpics d'Estiu de 1988. El 1988 va formar part de la selecció de Iugoslàvia que va guanyar la medalla de bronze a les Olimpíades de Seul. Hi va jugar quatre partits com a porter.